# Societetsvillan
Societetsvillan i Mössebergsparken i Falköping är en bibehållen del av det tidigare bad- och societetshuset i Mössebergsparkens Vattenkuranstalt.
Mössebergs Vattenkuranstalt öppnades 1867 på den östra sluttningen av Mösseberg i västra delen av Falköping. Den var främst avsett för hälsosamma bad och saknade en egen hälsobrunn. Där uppfördes 1865–1867 ett bad- och societetshus av byggmästaren Anders Pettersson från Värsås, som brann ned 1871. Året därpå invigdes ett nytt bad- och societetshus med sällskapsrum i mittpartiet och utrymmen för bland annat bad och andra sällskapsrum i flyglarna, som fanns åt flera håll. Mittdelen hade en fasad i två våningar i schweizerstil med en stor veranda, balkong och frontespis i en vindsvåning. Vid mittpartiets västra sida fanns ett kapell. Även det andra bad- och societetshuset uppfördes av byggmästaren Anders Pettersson.
Vattenkuranstalten hade en nedgång under 1920- och 1930-talen, varefter badhuset stängdes 1940. Flyglarna med badhusinredning samt kapellet på baksidan revs senare, medan mittpartiet med societetslokalerna fick stå kvar. Hela anläggningen blev byggnadsminne 1979.